# Collège des ingénieurs
 (janvier 2024).
 (janvier 2024).
Si vous disposez d'ouvrages ou d'articles de référence ou si vous connaissez des sites web de qualité traitant du thème abordé ici, merci de compléter l'article en donnant les références utiles à sa vérifiabilité et en les liant à la section « Notes et références ».
Pour les articles homonymes, voir CDI.
Le Collège des ingénieurs (CDI) est un institut de formation fondée en 1986 à Paris à l’École nationale des ponts et chaussées en association avec l’École normale supérieure, l’École nationale du génie rural, des eaux et forêts. Il forme au diplôme[réf. nécessaire] de master en administration des affaires (MBA, master of business administration) construit selon une pédagogie d'alternance intégrée de cours et d'une mission. Il est présent sur trois sites en Europe (Paris, Munich, Turin), il sélectionne chaque année entre 130 et 150 jeunes diplômés (ingénieurs, scientifiques, médecins) originaires des grandes écoles et universités, parmi plus de 1500 candidatures.

## Histoire
Le MBA du Collège des ingénieurs a été fondé en 1986 par Philippe Mahrer, après réunion d'un comité de préfiguration dirigé par le président de la Compagnie Financière de Suez, Jean Peyrelevade. 

## Formations

### Master of Business Administration

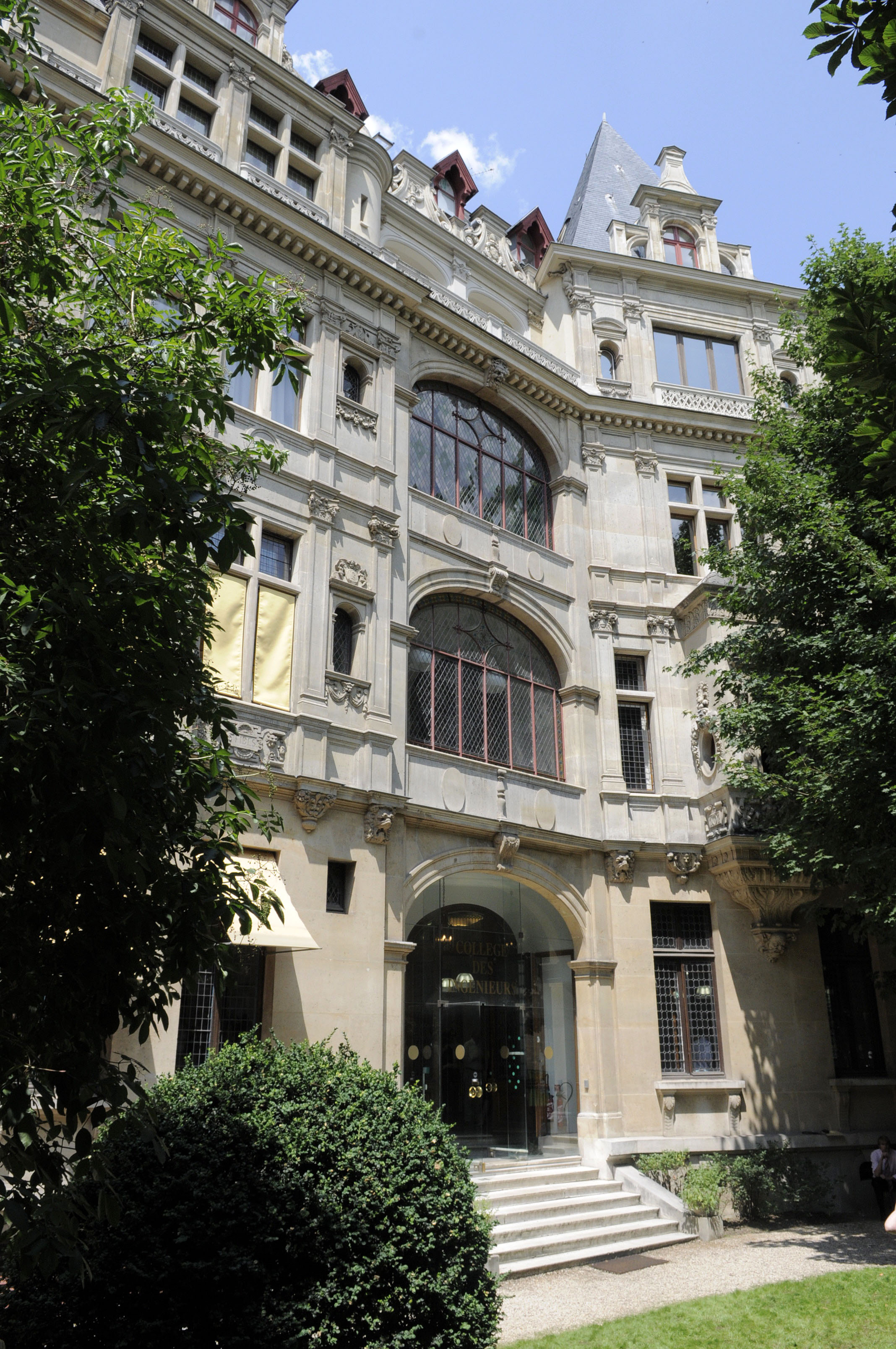
Collège des ingénieurs,
215 boulevard Saint-Germain et 2-4 rue de Saint-Simon, dans le 7e arrondissement de Paris (France).

Le Collège des ingénieurs en France, en Italie et en Allemagne propose chaque année à une centaine de jeunes ingénieurs diplômés ou des jeunes scientifiques (chercheurs, médecins) de niveau master 2 ou supérieur (docteurs) du monde entier, une formation de dix mois sanctionnée par un diplôme de MBA, incluant une mission de consultant-junior au sein d'une entreprise. Le programme alterne séminaires de formation et semaines de mission en entreprise.
Les collégiens (ou fellows) sont salariés de l'établissement, et interviennent dans l'entreprise cliente en tant que consultants. La totalité des frais de formation est prise en charge par le Collège des ingénieurs et les participants reçoivent un salaire du Collège. La liste de ces entreprises est majoritairement composée de grands groupes industriels français, allemands et italiens.
La formation est composée de séminaires thématiques rattachés à cinq piliers : finance, production et organisation, ressources humaines et communication, stratégie et marketing, et leadership. Les Collégiens sont notamment formés dans le but de devenir entrepreneurs ou intrapreneurs. La majorité des cours est dispensée en anglais, et plus occasionnellement en français, allemand, ou italien. Les cours sont dispensés alternativement au sein des différents locaux européens : France, Allemagne, Italie, voire Suisse.
Régulièrement, des Masterclasses sont données par des chefs d'entreprises (CEO ou chairman), entrepreneurs ou personnalités politiques.

### Programme Science et management
En 2009, le Collège des ingénieurs et l'université Pierre-et-Marie-Curie (désormais Sorbonne Université) ont ouvert un programme doctoral « Sciences et Management », qui conduit aux diplômes de doctorat en sciences d'UPMC et au MBA du CDI.
Ce programme doctoral, étendu ensuite aux Sciences Humaines en partenariat avec l'Université Paris-Sorbonne, accueille aussi des doctorants de l'Université de recherche Paris Sciences et Lettres, de l'Université Paris-Saclay, de l'Institut polytechnique de Paris, de l'Institut de technologie de Karlsruhe, de l'Université technique de Munich, de l'Université Louis-et-Maximilien, de l'ETH Zurich, de Sant'Anna Pisa, notamment.

### Programme Copernic
Le programme Copernic est un programme conjointement organisé avec l'Institut d'études politiques de Paris et l'École nationale supérieure des mines de Paris, accueillant des étudiants issues des meilleures universités d'Europe de l'Est, de l'Égypte, de la Turquie et de la Tunisie.
Les Coperniciens reçoivent une formation de six mois suivie d'une mission en entreprise à temps plein.
Ce programme a formé 1000 jeunes diplômés majoritairement originaires d'Europe Centrale et Orientale, venus en France afin de découvrir le modèle occidental, sur les plans économiques (économie de marché) et institutionnels (démocratie parlementaire).

## Sélection
La sélection pour le programme MBA se fait par demande de dossier. Le candidat est alors invité à présenter son parcours et son projet, par la rédaction d'un mémoire et par présentation devant un jury issu du monde de l'entreprise.
Le programme MBA est un programme très sélectif. Plus de 1 500 candidatures sont reçues chaque année, dont 130-150 seulement sera retenue (proportions équilibrées entre les groupes de Paris, de Munich et de Turin). Il n'y a pas de quota, ni par nationalité, ni par école d'origine.
En France, les étudiants sont majoritairement issus des grandes écoles d'ingénieurs (réseau ParisTech, Paris-Saclay) et des grandes universités : CentraleSupélec, École des mines, École des ponts, École polytechnique, École normale supérieure, AgroParisTech, Télécom ParisTech, ESPCI, Sorbonne Université.
En Allemagne, les collégiens sont issus des grandes universités d'État : université technique de Rhénanie-Westphalie à Aix-la-Chapelle, université technique de Munich, Institut de technologie de Karlsruhe, université technique de Darmstadt, université technique de Dresde, université de Stuttgart. Le Collège collabore étroitement avec les Studienstiftung des deutschen Volkes et Stiftung der Deutschen Wirtschaft (SDW) (de).
En Italie, les collégiens sont issus des grandes universités techniques : École polytechnique de Milan, École polytechnique de Turin, université de Padoue, université de Bologne, université de Pavie, École supérieure Sainte-Anne de Pise.

## International
Le Collège des ingénieurs est une institution volontairement tournée vers l'international. En plus de l'historique coopération intra-européenne (France, Allemagne, Italie) qui fait travailler ensemble les étudiants des trois groupes par des travaux communs, l'établissement favorise les rencontres multiculturelles : les Collégiens sont usuellement originaires des trois pays d'implantation du Collège, mais une promotion accueille aussi bien souvent un nombre important de diplômés issus de toute l'Europe (Luxembourg, Autriche, Suisse, Espagne, Royaume-Uni) ainsi que d'Amérique du Nord et d'Asie.
80 % des collégiens ont une expérience d'au moins un an à l'étranger (études ou recherche, emploi), et 85 % sont trilingues.

## Sites de formation
Le Collège des ingénieurs dispose de plusieurs sites de formation en France (Paris), en Allemagne (Munich), en Italie (Turin) et en Suisse.
Les locaux parisiens sont situés 215, boulevard Saint-Germain au cœur du 7e arrondissement, en face du Ministère de l'Écologie et lieu de création de l'Alliance française en 1883. Le siège français était auparavant situé 49, rue de l’Université.

## Personnalités liées
(janvier 2024).

### Anciens élèves et diplômés
Depuis 1986, le Collège des ingénieurs, en liaison avec les acteurs majeurs de l'industrie européenne, a diplômé plus de 2650+ MBA et 1000 boursiers du Programme Copernic, actifs aujourd'hui dans une centaine de pays. Il a contribué à former de nombreux chefs d'entreprise et dirigeants de groupes industriels mondiaux, des créateurs d'entreprises technologiques, des managers de fonds d'investissement destinés à l'innovation, ainsi que des responsables de cabinet de conseil en stratégie. Ses diplômés sont présents en Europe, en Chine et en Amérique du Nord. Certains anciens élèves se sont aussi investis dans la vie politique.

#### Chefs d'entreprise, industriels, entrepreneurs
- Amelie Schoenenwald, biologiste allemande et astronaute de réserve de l'Agence spatiale européenne.
- Isabel Marey-Semper, membre des conseils d’administration de Nokia, Rexel, L'Oréal
- Jacques Le Marois, cofondateur de Mandriva, ex-président de Geneanet
- Delphine Gény-Stephann, membre des conseils d'administration de la SNPE, la SNECMA, GIAT, la Française des jeux, Arte France, France 3, Thales, vice-présidente du plan et de la stratégie de Saint-Gobain
- François Jackow, directeur général du groupe Air liquide[7]
- Bruno Angles, directeur général d'AG2R La Mondiale[8]
- Sophie Mougard, directrice générale du Syndicat des transports d'Île-de-France (2006-2016), directrice de l'École nationale des Ponts et Chaussées (2017-2022)
- Jacques Veyrat, cofondateur de Neuf Cegetel, ex-président du groupe Louis-Dreyfus, président d'Impala[9].
- Omar Zerkly, directeur général de SBB Cargo France, filiale de SBB Cargo International AG.

#### Personnalités politiques
(mars 2024).
Si vous disposez d'ouvrages ou d'articles de référence ou si vous connaissez des sites web de qualité traitant du thème abordé ici, merci de compléter l'article en donnant les références utiles à sa vérifiabilité et en les liant à la section « Notes et références ».
- Élisabeth Borne, Première ministre
- Julien Denormandie, Ministre de l'Agriculture et de l'Alimentation
- Delphine Gény-Stephann, secrétaire d'État auprès du ministre de l’Économie
- Nathalie Kosciusko-Morizet, ministre de l'Écologie
- Philippe Léglise-Costa, représentant permanent de la France auprès de l'Union européenne (2017-)

#### Association des anciens élèves
L'association des anciens du Collège des ingénieurs en Allemagne (CDI Alumni Deutschland e.V.) gère les relations avec les anciens élèves, organisant des évènements tels que des ateliers, des activités sportives, des conférences, des cérémonies de diplomation, des tables rondes, des visites d'entreprises, et des rencontres avec des personnalités des mondes universitaire et de l'industrie.